# Ryōta Murata
Ryōta Murata (jap. 村田諒太 Murata Ryōta; ur. 12 stycznia 1986 w Nara) – japoński bokser wagi średniej, mistrz olimpijski, wicemistrz świata.
W 2011 roku podczas mistrzostw świata amatorów w Baku zdobył srebrny medal w kategorii średniej (do 75 kg). Na igrzyskach olimpijskich 2012 w Londynie zdobył złoty medal w kategorii do 75 kg.
Brązowy medalista mistrzostw Azji w 2005 roku w Ho Chi Minh.